# Iijärvi (Kuusamo)
Le lac d'Ii  (finnois : Iijärvi) est un lac de Kuusamo dans la région d'Ostrobotnie du Nord en  Finlande.

## Géographie
Le lac Iijärvi est situé à environ 20 km au sud du centre de Kuusamo. 
C'est un lac allongé constitué de nombreuses baies longues et étroites.
Il mesure environ 15 kilomètres de long et est orienté dans une direction est-ouest.
Parmi les plus grandes îles du lac citons Kaaperinsaari (61 ha), Korkeasaari, Kalliosaari, Petäjäsaari et Lihasaari.
L'Iijärvi est considéré comme étant la source de l'Iijoki.